# Georg Lundström

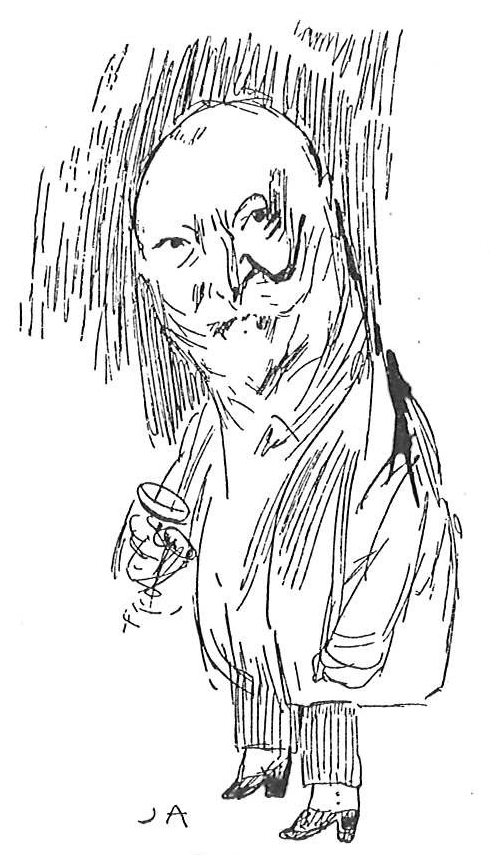
"Jörgen" karikerad av skämttecknaren O.A.

Georg Filip Lundström, signaturen Jörgen, född 26 augusti 1838 i Helsingborg, död 3 maj 1910 i Stockholm, var en svensk tidningsman och kåsör, främst knuten till boulevardtidningen Figaro.

## Biografi
Efter avslutade studier ägnade han sig åt sjömansyrket, avlade sjökaptensexamen 1856 och var anställd i handelssjötjänst 1854–59. Han inskrev sig 1860 i tullverket och var tullöveruppsyningsman i Haparanda 1866–72 samt i Furusund till 1884, då han efter en långvarig tvist med generaltullstyrelsen avskedades. 
Redan 1863 hade han under signaturen Jörgen börjat medarbeta i pressen, speciellt i Nya Dagligt Allehanda, såsom kåsör och reseskildrare. Efter avskedandet började han skriva i veckotidningarna Budkaflen och Blänkaren. 1885–87 gav han även ut den egna tidningen Jörgens Stockholmsbref. I december 1887 blev han medredaktör till veckotidningen Figaro och blev ensam ägare till densamma i juli 1888. I juli 1903 sålde han Figaro till redaktör T. Nyström, men fortsatte att medverka som krönikör. 
Med en obesvärad frispråkighet och med ett personligt skrivsätt skrev han kåserier. Lundström gick ofta till hätska personangrepp, och angrep ofta pryderi, hyckleri och falsk religiositet. I kölvattnen av gripandet av Nils Santesson för homosexuell otukt 1907 yttrade sig Jörgen till Santessons försvar och angrep de tidningar som han menade förföll till skandaljournalistik.
Lundström var inte den som hittade på begreppet grilljanne för tidens dandy-aktiga unga snobbar, däremot den som via Figaro spred det. 
Lundström gifte sig 1873 med författarinnan Mathilda Tengbom (signaturen Mattis).